# 後楽園競輪場
後楽園競輪場（こうらくえんけいりんじょう）は、東京都文京区にかつて存在した競輪場である。以後はプールやローラースケート場として運営され、1988年から日本初の屋根付き野球場の東京ドームとなっている。

## 概要
この場所は江戸時代には水戸徳川家の屋敷の中屋敷（後に上屋敷）の中だった。屋敷の中に、初代藩主の徳川頼房が庭園を造り、二代藩主の光圀が完成させている。
明治維新後は旧帝国陸軍に接収され、1870年（明治3年）から1935年（昭和12年）までは東京砲兵工廠が置かれていた。
しかし東京砲兵工廠は、1923年（大正12年）の関東大震災で甚大な被害を受け修復不可能ということで、1931年（昭和6年）から逐次小倉へ移転が実施され、小倉兵器製造所が開設された。
1933年（昭和8年）10月、小倉兵器製造所は小倉工廠となり、兵器製造所に加え砲具製造所・砲弾製造所を増設。1935年（昭和10年）10月、東京工廠は小倉工廠へ移転を完了した。
工廠跡地は翌1936年に設立された「株式会社後楽園スタヂアム」に売却され、翌1937年（昭和12年）9月、職業野球専用の新球場「後楽園球場」が建造された。

### 競輪場時代
戦後、1948年（昭和23年）に自転車競技法が公布され、自治大臣が指定する市町村は「地方財政の健全化」のため、公に競輪が開催できるようになったことで、福岡県小倉市（現在の北九州市小倉北区・小倉南区）で競輪が始まった。東京都も戦後の都の復興の一助にしようということで1949年（昭和24年）に東京都が主催し、後楽園球場に隣接する場所に都内初の競輪場を開設。同年11月からレースを開催し、一般の競輪レース（9車立て）より3人多い12車立てで開催するユニークな経営方針を取り入れたことで人気を集めた。
1950年（昭和25年）に鳴尾事件が発生、全国的に競輪の開催ができなくなると、同年12月4日から再開されるまでの期間、スタンドの一部がゴルフ練習場として開放された。ボールは2ダースで50円の料金設定で夜間照明も行われた。
1958年（昭和33年）1月の開催では、一開催の入場者数が約27万人を記録するなど、全国一の売り上げを誇った。また、コースの内側にはグラウンドが設置されており、オリンピック予選を始めとするサッカー日本代表の試合が開催されたり、ボクシングやプロレスの興行が行われ、1958年には全日本自動車ショウ（現在の東京モーターショー）が開かれたこともあった。　　

### 競輪場廃止・プール時代
東京都営のギャンブルを全面的に廃止する方針を掲げた美濃部亮吉が1967年（昭和42年）の東京都知事で当選した。京王閣競輪場等、東京都以外の自治体も開催権を持っていた公営ギャンブルは東京都が主催する分を穴埋めする形で開催を継続したが、後楽園競輪及び大井オートレースは東京都の単独開催であったため廃止となり、後楽園競輪場は1972年（昭和47年）10月26日に開催されたレースを最後に競輪の開催が取り止められた。
競輪場としての使命を終えた同施設は、後楽園球場を経営する後楽園スタヂアム（現在の東京ドーム）によって「後楽園ジャンボプール」として改装され、場内にはスタンドを利用したゴルフ練習場も併設された。
1986年（昭和61年）にプールは廃止された。

### 東京ドーム
その後、当地には1988年（昭和63年）に日本初の屋根付き野球場である東京ドームが建設された。
なお、後楽園競輪は廃止されておらず、あくまで『休止』扱いであるため、東京ドームには将来的な競輪開催を見越してフィールド内に組み立て式トラック（400メートルバンク）が設営できるよう予め設計されており、2003年に石原慎太郎東京都知事（当時）が後楽園競輪の開催に意欲を見せる発言を行うなど、東京ドームで競輪のレースを復活させようとする動きもあった。しかし、競輪の復活に対する文京区や、周辺住民の反対もあり実現の見通しは立っていない。
かつては年に一度、東京ドームで競輪・自転車競技のイベントが行われていたことがあり、この時は実際にトラックが設営された。このことから2016年東京オリンピック構想において、自転車競技のトラックレース部門にてこのバンクの使用が検討されたが、開催時期などの関係から大井ふ頭中央海浜公園内に仮設の自転車競技場を設営する計画となった（結果は招致失敗）。なお、現在のトラックレースは1周250メートルの板張りバンクで行われているため、それに対応していない東京ドームの格納バンクでは特別な許可を得ない限りトラックレースが開催できないことから、2020年東京オリンピックにおいては招致段階から東京ドームは競技会場より外されており、自転車競技のトラックレース部門は静岡県の伊豆ベロドロームにて実施された。

## エピソード
- 2000年にSPEEDチャンネルで放送された『名選手列伝・吉田実』によると、1960年11月3日の第15回全国争覇競輪最終日（決勝戦）には、推定7 - 8万人の入場者があり、スタンド内に押し込まれて身動きが取れなくなった約1500名のファンが、途中から金網を上ってバンク内へと入り込み、決勝戦は、観客をバンク内に入れたまま行うという異常事態の中で行われた。この事例により警察から指導が入ったこともあり、主催者だった東京都は、翌1961年の第16回全国争覇競輪の開催が既に決定していたにもかかわらず、警備が困難という理由から開催を返上。加えて代替地に名乗りを挙げる施行者も現れなかったことから、同大会は1963年3月に一宮競輪場で行われるまで開催できなかった。
- 後楽園競輪の廃止に当たっては、選手会、競輪専門紙販売員、売店従業員、両替係のほか後楽園競輪予想組合（162人）も補償の申し入れを行った。しかし、予想組合の理事長の1人は現役の暴力団組長であり、交渉は難航した[9]。